# Marianne Jeffmar
Marianne Louise Jeffmar, född 17 maj 1935 i byn Grindnäset i Örnsköldsviks kommun, Ångermanland, död 6 maj 2023, var en svensk författare och översättare. Hennes doktorsavhandling i psykologi (1978) handlar om förhållandet mellan intelligens och kreativitet. Hon debuterade som skönlitterär författare 1978 med Dödens ängel. Ett återkommande tema i hennes romaner och deckare är barnets utsatthet och förhållandet mellan föräldrar och barn. Huvudpersonen Suzanne Decker i en rad av hennes psykologiska kriminalromaner är en belgisk journalist; Marianne Jeffmar var själv bosatt i Bryssel i elva år.

## Priser
- Paracelsuspriset 1994 (för Sprickan i skallen)